# Bucefal

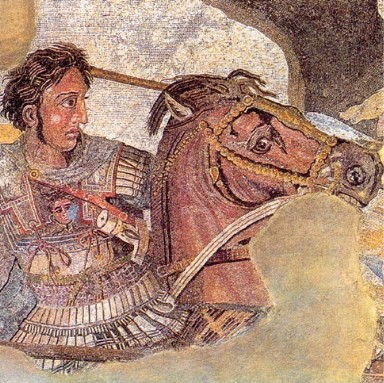
Alexandru cel Mare călărind pe Bucefal, în Bătălia de la Issos; fragment din mozaicul antic din Pompeii (din Casa Faunului).

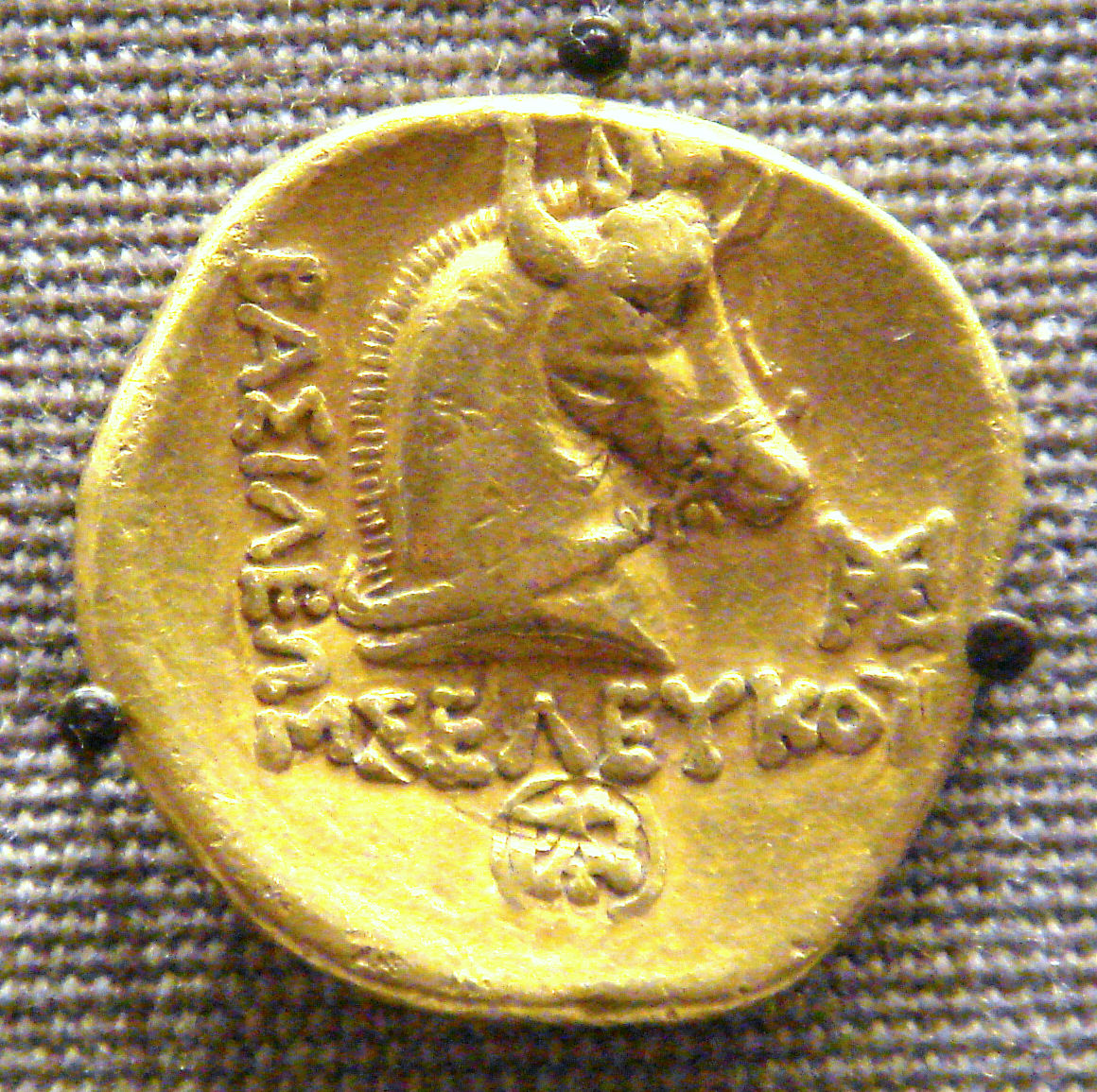
Bucefal reprezentat cu două coarne, pe o monedă de aur emisă de Seleucus I Nicator.

Bucefal (în greaca veche Βουκέφαλας /  Bouképhalas), în română și cu forma Ducipal, a fost calul lui Alexandru cel Mare,  despre care se spune că a fost îmblânzit de Alexandru pe când acesta avea 12 ani.

Calul l-a urmat în cuceririle din Asia, participând la cele mai mari bătălii. A murit la puțin timp după Bătălia de la Hidaspes în 326 î.Hr., de răni sau de bătrânețe. Alexandru a fondat, în onoarea calului, o cetate, Bucephalia (sau Alexandria Boukephalous) în Punjabul pakistanez, pe râul Jhelum, în locul unde calul a fost înmormântat.
Principalele surse pentru studierea subiectului Bucefal sunt Plutarh (Alexandru, 6) și Arrian (Anabasis, V).